# Polydesma smithii
Polydesma smithii är en fjärilsart som beskrevs av Holland 1897. Polydesma smithii ingår i släktet Polydesma och familjen nattflyn. Inga underarter finns listade i Catalogue of Life.